# ラッキー・アリ
ラッキー・アリ（Lucky Ali、1958年9月19日 -  ）はインドのシンガーソングライター、俳優。ムンバイで生まれた。 父親は俳優のメームード。
1996年、ソニー・ミュージックから、自らの制作による初アルバム「Sunoh」を発表。1998年には同じくソニー・ミュージックより二作目のアルバム「Sifar」を発表した。2000年のインド映画、「Kaho Naa... Pyaar Hai」では劇中歌「Ek Pal Ka Jeena」を歌い、同曲はサウンドトラックにも収録されている。

## フィルモグラフィー
- Runway (2009)
- Good Luck! (2008)
- Kasak (2005)
- Love at Times Square (2003)
- Kaante (2002)
- Sur-The Melody of Life (2002)
- Trikaal (1985)
- Hamare Tumhare (1979)
- :Kitaab (1977)
- Ginny Aur Johnny (1976)
- Yehi Hai Zindagi (1977)
- Kunwara Baap (1974)
- Chote Nawaab (1962)